# Dominga Sotomayor
Dominga Sotomayor Castillo (Santiago de Chile, 1985) é uma diretora de cinema, produtora audiovisual e roteirista chilena. Sendo a primeira mulher a receber o prêmio de Melhor Direção no Festival de Cinema de Locarno.

## Biografia
Nasceu em uma família de artistas, sua mãe, a atriz Francisca Castillo, sua avó a pintora Carmen Couve, e seu tio avô Adolfo Couve, pintor e escritor. Em 1990, quando tinha cinco anos, se mudou com os pais para a mesma comunidade que serviu de locação para o seu terceiro longa-metragem Tarde Para Morrer Jovem. Se formou, em 2007, em direção audiovisual e em comunicações da Pontifícia Universidade Católica de Chile e mais tarde, cursou mestrado em Direção Cinematográfica na Escola Superior de Cinema e Audiovisuais da Cataluña. Ao finalizar seus estudos criou a produtora Cinestación.
Começou sua carreira audiovisual em 2005, com dois videos experimentais e o documentário Cessna. No ano seguinte dirigiu sete curta-metragens, entre os quais destacam Novembro e Embaixo. Em 2012, estreou seu primeiro longa-metragem, De jueves a domingo, filmado na residência Cannes Cinéfondation. O filme retrata a separação de um casal durante um período de férias dos olhos de seus filhos. Foi exibido em mais de 100 festivais, entre eles no Festival de Cinema de Valdivia, onde recebeu o prêmio de Melhor Filme e no Festival de Cinema de Róterdam e em mais de 100 festivais.
Co-dirigiu com Katarzyna Klimkieicz La Isla, premiado no Festival Internacional de Cinema de Roterdão e estreou El Mar (2014), seu segundo longa-metragem, em co-produção com a Argentina. 
Em 2015 estreou seu média-metragem Mar no Fórum da Berlinale e o filme coletivo Here in Lisbon, produzido pelo festival IndieLisboa. Também trabalhou em vídeos e fotografias para exibições de artes visuais, como Little Sun (de Olafur Eliasson, 2012) no museu Tate Modern em Londres.
Ela fez história no Festival de Cinema de Locarno, em 2018, ao se tornar a primeira mulher a ganhar o Leopardo de Ouro de Melhor Direção por seu filme Tarde para morrer jovem, um retrato coletivo de adolescentes que vivem na Comunidade Ecológica de Peñalolén no verão de 1990, no retorno da democracia chilena, após a queda de Pinochet. Também foi premiado com o Tigre no Festival Internacional de Cinema de Roterdão e com o Prêmio do Círculo de Críticos de Cinema da Holanda.
Teve exibições em festivais no Brasil na 42ª Mostra Internacional de Cinema de São Paulo e no Festival do Rio com seu longa-metragem. Em 2020, foi jurada da seção Encounters do Festival Internacional de Cinema de Berlim.

## Filmografia

### Diretora

#### Longa-metragens
- 2012: De jueves a domingo
- 2014: Mar
- 2015: Aqui, em Lisboa: Episódios da Vida da Cidade
- 2018: Tarde para morir joven

#### Curta-metragens
- 2007: Debajo
- 2007: Noviembre
- 2008: La montaña
- 2009: Videojuego
- 2013: La Isla
- 2016: Los barcos
- 2017: Gepe: Hablar de Ti
- 2020: Correspondencia

### Produtora
- 2014: O arquipélago
- 2014: Mar
- 2015: Apnea
- 2015: Aqui, em Lisboa: Episódios da Vida da Cidade
- 2016: Los Barcos
- 2016: La última tierra
- 2016: El Primero de la Familia
- 2018: Morra, Monstro, Morra
- 2018: Tarde para Morrer Jovem
- 2018: Cascos indomables
- 2019: Historia de mi nombre
- 2019: Los Fuertes
- 2020: Correspondencia
- Zahorí (em finalização)